# 塞巴斯蒂安·比
塞巴斯蒂安·比（英語：Sebastian Bea，1977年4月10日—），美国男子赛艇运动员。他曾代表美国参加2000年夏季奥林匹克运动会赛艇比赛，搭档爱德华·墨菲获得男子双人单桨无舵手银牌。